# Atividades da CIA no Brasil
As atividades da CIA no Brasil atingiram seu auge no contexto da Guerra Fria, período histórico em que o mundo esteve polarizado entre Estados Unidos da América e União das Repúblicas Socialistas Soviéticas. Estas nações defendiam seus respectivos modelos político-ideológicos: o capitalismo e o socialismo real. Foram interferências diretas e ocultas dos EUA  na política interna de uma nação soberana, em tese independente, para favorecer os interesses de empresas estadunidenses.

## Papel no golpe de 1964
Com a iminência do golpe militar contra o presidente democraticamente eleito João Goulart, o então presidente estadunidense Lyndon Johnson, de acordo com o conteúdo de uma fita de áudio revelada em 2014, decidiu tomar "cada passo que podemos" para apoiar a derrubada de Goulart, que seguia uma política externa independente (portanto prejudicial aos interesses estadunidenses). Goulart se opôs tanto à Invasão da Baía dos Porcos quanto às ações de Cuba na Crise dos Mísseis, mostrando-se não-alinhado com nenhum dos dois modelos político-ideológicos dominantes da época. Logo antes do golpe, um telegrama enviado por uma estação da CIA em São Paulo previu a ação militar contra o presidente João Goulart durante a semana. O golpe, entretanto, começou na noite seguinte.
O embaixador estadunidense, Lincoln Gordon, em consultas com o presidente Johnson, pediu a preparação secreta da CIA no auxílio aos golpistas, que instalaram uma ditadura militar. Telégrafos enviados por Gordon também confirmam outras medidas de apoio da CIA ao golpe, como a "ajuda para fortalecer forças de resistência", o que incluía "apoio secreto para comícios de rua pró-democracia... e o encorajamento de sentimentos democráticos e anti-comunistas no Congresso, nas forças armadas, em sindicatos e grupos de estudantes amigáveis, igrejas e empresas".
Quatro dias antes do golpe, Gordon informou a Washington que poderia "estar pedindo fundos suplementares modestos para outros programas de ação secreta no futuro próximo". Ele também pediu que o governo estadunidense enviasse petroleiros transportando "POL" (sigla para petróleo, óleo e lubrificantes) para facilitar as operações logísticas dos golpistas dentro do Exército e implantasse uma força-tarefa naval para intimidar os partidários de Goulart, além de estar em posição de intervir militarmente a qualquer momento caso o combate se tornasse prolongado.
A força-tarefa naval chegou a sair dos portos, mas não foi utilizada, assim como muitos dos recursos fornecidos pela CIA aos golpistas.

## Agentes da CIA
No Outono de 1961, exatamente quando João Goulart estava assumindo a presidência, os Estados Unidos começaram expandir um influxo de agentes da CIA e ajuda a funcionários de instâncias no Brasil. Conselheiros de Ajuda de Segurança Pública como Dan Mitrione eram responsáveis por "melhorar" as forças policiais brasileiras. Engle enviou o oficial da CIA, Lauren J. (Jack) Goin, para o Brasil sob a cobertura de "consultor em investigações científica". Antes de vir para o Brasil, Goin tinha criado a primeira equipe consultiva de polícia na Indonésia, que foi fundamental para o golpe apoiado pela CIA, que culminou com a morte documentada de mais de trezentos mil indonésios. Ele também tinha servido com Engle, quando a primeira Equipe Consultiva de Polícia foi criada na Turquia.
Segundo Ivo Acioly Corseuil, chefe do Serviço Federal de Informações e Contrainformação no governo Goulart, o marinheiro José Anselmo dos Santos, líder da Revolta dos Marinheiros de 1964, teria trabalhado para a CIA. Suas acusações são bastante difundidas, mas são criticadas por historiadores recentes que apontam a ausência de evidências para essa versão.
De acordo com documentos oficiais do governo americano, o presidente interino, Temer, foi um informante da embaixada dos EUA no Brasil e foi descrito como um trunfo para os interesses das empresas americanas em vários documentos diplomáticos abertos ao público.